# Rienz
A Rienz (olaszul: Rienza folyó Észak-Olaszországban, a dél-tiroli Dolomitokban. A Sexteni-Dolomitokban, a Drei Zinnen lábánál ered, a Höhlenstein-völgyön és a nyugati Puster-völgyön át Brixen városban az Eisack (Isarco) folyóba ömlik.

## Földrajzi fekvése
A Rienz egy hegyi folyó Dél-Tirol északi részén. A Sexteni-Dolomitokban, Toblach község közigazgatási területén ered. Forrása a Drei Zinnen-hegycsoportot körülvevő fennsíkon, a Zinnen-platón (Zinneplateau) található, a hármas sziklatorony lábánál fekvő kis tengerszemek csoportjában található, 2180 méter tszf. magasságban. A Rienz itt még kis hegyi patakként nyugat felé ereszkedik a Rienz-völgyben a Höhlenstein-völgy (Landro-völgy) felé, a Drei Zinnen Natúrpark területén. Ezután a Höhlenstein-völgyet követi északnak, Toblach felé, mellette az SS-51 főút halad. Átlép a Fanes-Sennes-Prags natúrpark területére. Toblach előtt 9 km-re, a patak bal (nyugati) partján fekszik a naßwandi osztrák–magyar katonatemető, első világháborús emlékhely. Toblachnál a Rienz belép a Puster-völgybe, ezt követve ismét nyugati irányban folyik, és a forrástól számítva mintegy 81 km megtétele után, 550 méter tszf. magasságban Brixen városában az Eisack folyóba torkollik. Mivel az Eisack vízhozama nagyobb a Rienzénél, ezért helyesebb a két folyó összefolyásáról beszélni. A két folyó találkozásánál építették a kettős Widman-hidat. Hatalmas vízgyűjtő területe (2143 km²) és nagy vízhozama révén a Rienz az Eisack folyó legnagyobb mellékfolyója.
Fontosabb helységek a Rienz folyó mentén Toblach, Bruneck, Kiens, Brixen.
A Rienzbe torkolló fontosabb hegyi patakok: bal oldalon a Gader-patak (Gaderbach) és a Pragsi-patak (Pragser Bach), jobb oldalon az Ahr (a Rienznél is nagyobb vízhozammal), a Gsiesi-patak (Gsieser Bach), Antholzi-patak (Antholzer Bach), a Wielen-patak (Wielenbach), Pfunderi-patak (Pfunderer Bach).
A Höhlenstein-folyó északi végén, Toblach határánán a Rienz egy természetes tavat (Toblachi-tó, Toblachersee) keresztez. Alsóbb szakaszán két mesterséges, duzzasztott tavat létesíttek Olangnál és Mühlbachnál.

## Nevének eredete
Kora középkori forrásokban a Rienz folyót, fő mellékfolyójával, az Ahr-ral együtt még „Pirra” névvel jelölték. Így például Karintiai Arnulf keleti frank király által 893-ban kiadott oklevélben így szerepel: „ad fluvium Pirra nuncupatum”. A régi név csak a 11. század során tűnt el, helyette a „Rienz” nevet kezdték használni, amelyet eredetileg csak a folyó forrásközeli, legfelső szakaszára, a „Fekete Rienz”-re (Schwarze Rienz) alkalmaztak.

## Hasznosítás, sport
A Rienz folyó szintje a folyó teljes hosszában szabályozva van, kivezetésekkel és duzzasztóművekkel. Utóbbiak elektromos energiát termelnek. A folyamszabályozás révén a korábban rendszeresen pusztító árvizek megszűntek.
A Rienz felső és középső szakasza sűrűn lakott vidéken, megművelt földeken között folyik. Alsó szakasza, Mühlbachtól (Rio di Pusteria) lefelé a természetes környezet jobban megmaradt, a folyó egy szűk, erdős szakadékvölgyön áttörve jut el az Eisackhoz. A Rienz-szakadékot jelzett turistautak hálózzák be, és kedvelik a vadvízi evezősök is.

## Kapcsolódó információ
- Fiumi e torrenti dell’Alto Adige. Qualità biologica dei singoli corsi d’acqua. Fiume Rienza. (olasz nyelven). Provincia autonoma di Bolzano. Agenzia provinciale per l’ambiente.. (Hozzáférés: 2017. május 17.)
- Wetter / Pegelstationen (aktuális és vízállás-jelentés). Rienz /Rienza (német (olasz) nyelven). Provincia autonoma di Bolzano. Agenzia provinciale per l’ambiente.. (Hozzáférés: 2017. május 17.)